# Champ libre gaussien
Pour les articles homonymes, voir champ libre (homonymie).
En théorie des probabilités et en mécanique statistique, le champ libre gaussien (CLG) est un modèle incontournable de surfaces aléatoires. Il est le point de départ de nombreuses constructions en théorie quantique des champs. Une propriété clé du CLG bidimensionnel est l'invariance conforme, qui le relie de plusieurs manières à l'évolution de Schramm-Loewner.

## Définition du champ libre gaussien discret

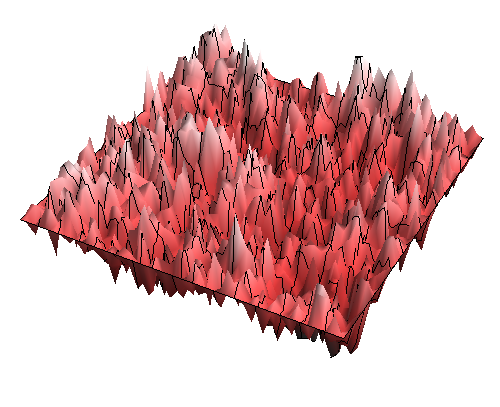
Cette figure montre une réalisation du champ libre gaussien discret défini sur les sommets d'une grille carrée de 60 par 60, avec des conditions aux bords nulles. Les valeurs du champ sur les sommets sont interpolées linéairement pour donner une fonction continue.

Soit {\displaystyle G=(S,A)} un graphe fini, simple et non-orienté avec pour ensemble de sommets {\displaystyle S=\{1,\dots ,n\}} et pour ensemble d'arêtes {\displaystyle A}. Pour toute arête {\displaystyle \{i,j\}\in A} nous est donné un nombre réel strictement positif {\displaystyle \rho _{\{i,j\}}}. Soit {\displaystyle \partial \subset S} un sous-ensemble de sommets. Par définition, un champ libre gaussien sur {\displaystyle G} avec bord {\displaystyle \partial } est un vecteur aléatoire {\displaystyle (X_{i})_{1\leq i\leq n}} dans {\displaystyle \mathbb {R} ^{n}} dont la loi a une densité proportionnelle à {\displaystyle f(x_{1},\dots ,x_{n}):=\exp \left(-{\frac {1}{2}}\sum _{\{i,j\}\in A}\rho _{\{i,j\}}(x_{i}-x_{j})^{2}\right)\mathbf {1} _{\{\forall i\in \partial ,\,x_{i}=0\}}} par rapport à la mesure de Lebesgue.
Plus précisément, cela signifie que pour tous intervalles {\displaystyle [a_{1},b_{1}],\dots ,[a_{n},b_{n}]} de {\displaystyle \mathbb {R} } on a{\displaystyle \mathbb {P} (\forall i,\,X_{i}\in [a_{i},b_{i}])={\frac {1}{Z}}\int _{a_{1}}^{b_{1}}\dots \int _{a_{n}}^{b_{n}}f(x_{1},\dots ,x_{n})dx_{1}\dots dx_{n}} où {\displaystyle Z:=\int _{-\infty }^{+\infty }f(x_{1},\dots ,x_{n})dx_{1}\dots dx_{n}}.

## Remarques
- Si {\displaystyle (X_{i})_{1\leq i\leq n}} est un CLG sur {\displaystyle G} avec bord {\displaystyle \partial } alors pour tout {\displaystyle i\in \partial }, {\displaystyle X_{i}=0} presque sûrement. Il faut voir l'ensemble {\displaystyle \partial } comme le bord de l'ensemble {\displaystyle S} et la condition de nullité au bord peut être vue comme une condition de type Dirichlet.
- Les quantités {\displaystyle \rho _{\{i,j\}}} sont des nombres strictement positifs (éventuellement plus grand que 1) qui doivent être vus comme des poids sur les arêtes du graphe.
- L'existence d'un CLG n'est pas toujours assurée. Elle l'est si par exemple chaque composante connexe de {\displaystyle G} contient un élément du bord {\displaystyle \partial }. La justification de son existence peut alors passer par des arguments probabilistes, et plus précisément par la fonction de Green d'une chaine de Markov sur {\displaystyle G}.
- Le fait que le champ libre gaussien soit un champ gaussien n'est pas évident avec la définition précédente, mais peut se voir à travers la construction par la fonction de Green.

## Construction du CLG discret
On suppose ici que chaque composante connexe de {\displaystyle G} contient un élément du bord {\displaystyle \partial }. Pour prouver l'existence du CLG sur {\displaystyle G} avec bord {\displaystyle \partial }, on construit explicitement un champ aléatoire satisfaisant la propriété voulue. Pour tout {\displaystyle i,j\in S} avec {\displaystyle \{i,j\}\in A} on pose {\displaystyle p_{i,j}:={\frac {\rho _{\{i,j\}}}{q_{i}}}} où {\displaystyle q_{i}:=\sum _{k,\,\{i,k\}\in A}\rho _{\{i,k\}}}. Pour tout {\displaystyle i,j\in S} avec {\displaystyle \{i,j\}\notin A} et {\displaystyle i\neq j} on pose {\displaystyle p_{i,j}=0}. On considère alors une chaine de Markov {\displaystyle (Y_{k})_{k\geq 0}} sur l'espace fini {\displaystyle S} avec pour probabilités de transition {\displaystyle (p_{i,j})_{i,j\in S}}. La fonction de Green associée à cette chaine de Markov est la fonction définie pour tout {\displaystyle i,j\in S} par {\displaystyle Gr(i,j):={\frac {1}{q_{i}}}\mathbb {E} _{i}\left[\sum _{k<\tau }\mathbf {1} _{Y_{k}=j}\right]} où {\displaystyle \tau } est le premier instant où la chaine de Markov atteint le bord {\displaystyle \partial } (cet instant existe et est fini presque sûrement grâce à l'hypothèse du début). On montre alors que {\displaystyle Gr}, vue comme une matrice réelle de taille {\displaystyle n\times n}, est symétrique positive. Il existe alors un vecteur gaussien {\displaystyle (X_{i})_{1\leq i\leq n}} centré et de matrice de variance-covariance {\displaystyle Gr}. On montre que ce vecteur est bien un CLG sur {\displaystyle G} avec bord {\displaystyle \partial }.